# Pierre de Marivaux
Pierre Carlet de Chamblain de Marivaux (París, 4 de febrero de 1688-12 de febrero de 1763) fue un novelista y dramaturgo francés.

## Biografía
Marivaux provenía de una familia originaria de Normandía, que había suministrado a varios senadores en el parlamento de la provincia. Su padre, Nicolas Carlet fue un funcionario de la administración de la marina hasta justo su nacimiento en 1688. En 1698 trasladó a su familia a Riom, donde había sido nombrado Director de la Casa de la Moneda, y a continuación, a Limoges. Su madre fue Marie-Anne Bullet.
En Riom se convirtió en un alumno de la Congregación del Oratorio de Jesús. 
En 1710, su objetivo es seguir el camino de su padre y estudiar en la escuela de leyes en París. 
Después de su encuentro con Fontenelle, empezó la asistencia al salón literario de Madame de Lambert, donde se inició en el preciosismo social y cultural.

## Su obra

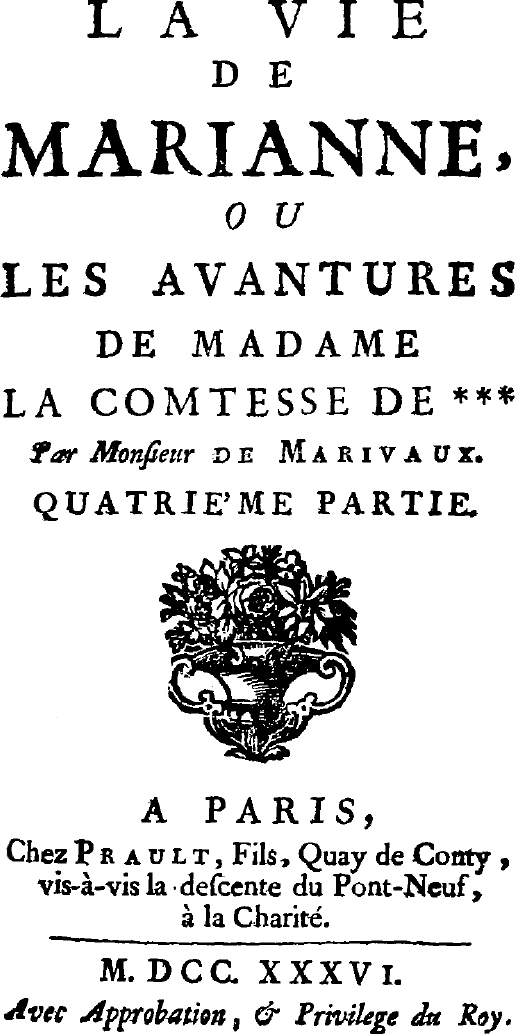
La Vie de Marianne de Pierre de Marivaux.

Se hizo famoso por sus piezas de enredo amoroso y galante, como El juego del amor y del azar o La doble inconstancia, en las que no falta la crítica social y moral.
Durante la primera mitad del siglo XVIII —el siglo de los enciclopedistas—, el dramaturgo francés Pierre de Marivaux concibe, estrena y publica una de sus obras más significativas, Juego del amor y del azar (1730), la cual sirvió de inspiración a una generación de dramaturgos ya muy avanzado el siglo XIX. Su fama como hombre de teatro y como escritor siempre se vio ensombrecida por la descomunal figura de su compatriota, el comediógrafo Molière cuyos personajes y mañas, de alguna manera, irían a trasladarse al propio arsenal dramático de Marivaux.
Olvidado por la crítica de su época, fue a partir del siglo XX cuando el teatro de Marivaux cobró mayor relieve. El actor Jacques Lassalle relata en un memorable texto cómo aquel teatro imperfecto, acusado de mimetismo, se volvía útil, pues su mejor carácter provenía de la escena italiana, la conocida Comedia del arte y, asimismo, de la tradición más ortodoxa de la Comedia Francesa en cuyas tablas todavía hoy resuena el estilo y la peripecia del autor de La vida de Mariana.[cita requerida]
Justiciero y optimista como el Siglo de las Luces, el teatro de Marivaux, desde el punto de vista moderno, ha sido objeto de estudio, por ejemplo, del teórico Patrice Pavis, quien le atribuye una naturaleza contemporánea en la medida en que, mediante juegos mágicos muy delicados, resulta ser un transgresor de costumbres y estereotipos.

## Obra

### Teatro
- Le Père prudent et équitable 1706
- L'Amour et la Vérité 1720
- Arlequin poli par l'amour 1720
- Annibal 1720, su única tragedia
- La Surprise de l'amour 1722
- La Double Inconstance 1723
- Le Prince travesti 1724
- La Fausse Suivante ou Le Fourbe puni 1724
- Le Dénouement imprévu 1724
- L'Île des esclaves 1725
- L'Héritier de village 1725
- Mahomet second 1726 tragedia inconclusa
- L'Île de la raison ou Les petits hommes 1727
- La Seconde Surprise de l'amour 1727
- Le Triomphe de Plutus 1728
- La Nouvelle Colonie 1729
- Le Jeu de l'amour et du hasard 1730
- La Réunion des Amours 1731
- Le Triomphe de l'amour 1732
- Les Serments indiscrets 1732
- L'École des mères 1732
- L'Heureux Stratagème 1733
- La Méprise 1734
- Le Petit-Maître corrigé 1734
- Le Chemin de la fortune 1734
- La Mère confidente 1735
- Le Legs 1736
- Les Fausses Confidences 1737
- La Joie imprévue 1738
- Les Sincères 1739
- L'Épreuve 1740
- La Commère 1741
- La Dispute 1744
- Le Préjugé vaincu 1746
- La Colonie 1750
- La Femme fidèle 1750
- Félicie 1757
- Les Acteurs de bonne foi 1757
- La Provinciale 1761

### Novelas y relatos
- Pharsamon ou Les Folies 1713, ed. 1737
- Les Effets surprenants de la sympathie 1713-1714
- La Voiture embourbée 1714
- Le Bilboquet 1714
- Le Télémaque travesti 1717
- La Vie de Marianne entre 1727 y 1740, inconclusa
- Le Paysan parvenu Novelas 1734 y 1735, inconclusa

### Papeles diversos
- Lettres sur les habitants de Paris 1717
- Le Spectateur français 1726
- Le Cabinet du philosophe 1734